# 레드미 노트 8
레드미 노트 8, 레드미 노트 8T, 레드미 노트 8 프로는 샤오미의 서브 브랜드인 레드미가 출시한 안드로이드 스마트폰이다. 2019년 8월 29일 중국에서 열린 행사에서 공개되었다. 레드미 노트 8 프로는 64메가픽셀 카메라를 탑재한 최초의 스마트폰이다. 노트 8 프로는 2019년 9월 23일 이탈리아에서 출시되었다.